# Allegra Lapi
Allegra Lapi, född 8 september 1985 i Bagno a Ripoli, är en italiensk vattenpolospelare (anfallare) som spelar för Firenze Pallanuoto. Hon ingick i Italiens damlandslag i vattenpolo vid olympiska sommarspelen 2012.
Lapi spelade sex matcher i den olympiska vattenpoloturneringen 2012 i London där Italien kom på sjunde plats.
Lapi tog EM-guld år 2012 i Eindhoven, EM-silver år 2006 i Belgrad och ingick i laget som kom på fjärde plats i VM 2011 i Shanghai.